# Rodriguezia dressleriana
Rodriguezia dressleriana är en orkidéart som beskrevs av Roberto González Tamayo. Rodriguezia dressleriana ingår i släktet Rodriguezia och familjen orkidéer. Inga underarter finns listade i Catalogue of Life.